# Narodowy Uniwersytet Zachodni

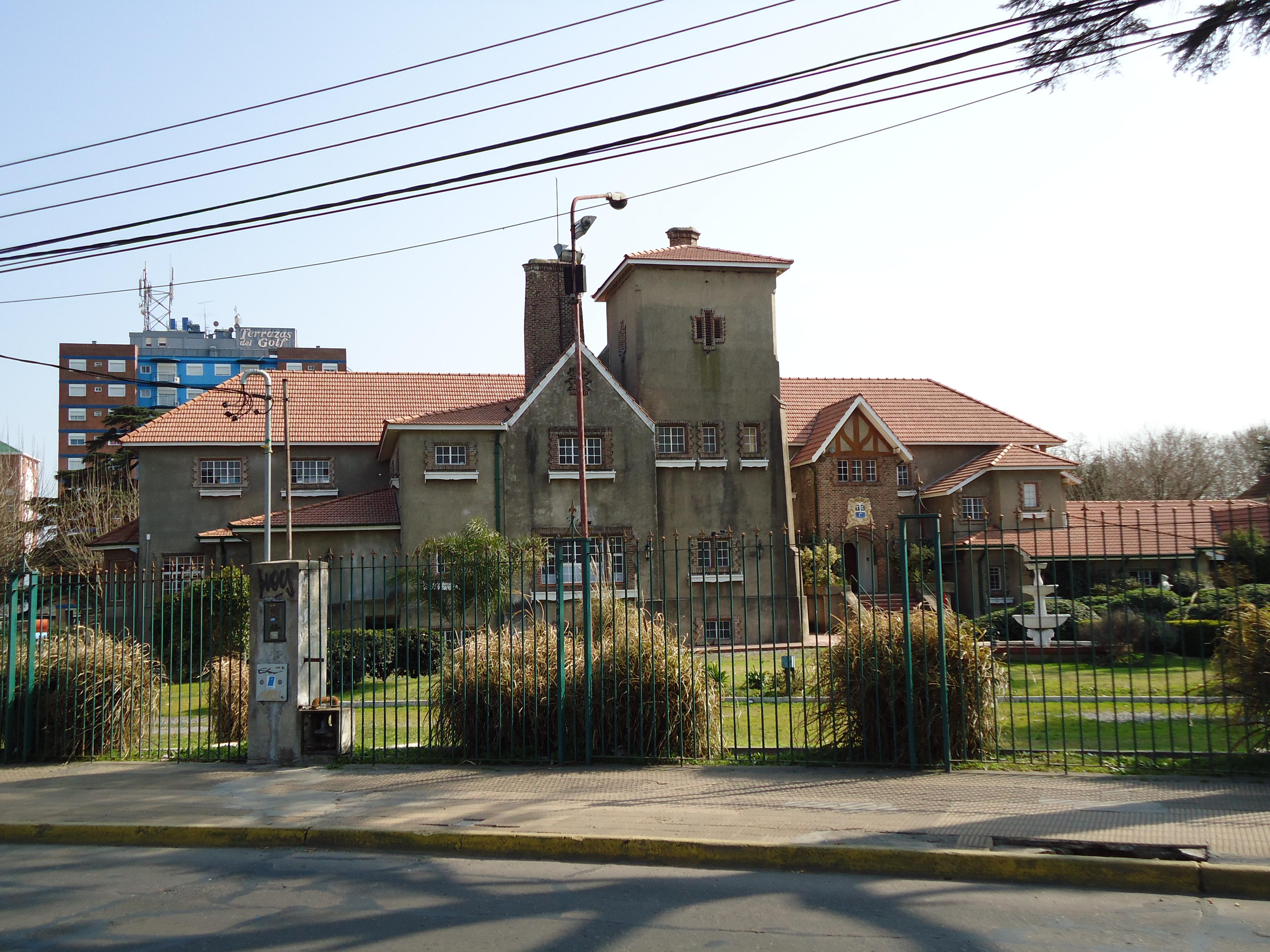
Biura administracyjne

Narodowy Uniwersytet Zachodni (es. Universidad Nacional del Oeste UNO) – argentyński uniwersytet w San Antonio de Padua. 
Uniwersytet został założony w dniu 11 listopada 2009 roku. Kampus został oficjalnie otworzony 16 września 2011 roku - w 35 rocznicę Nocy ołówków. 
Szkoła przyznaje tytuły naukowe w zakresie administracji, administracji publicznej, wychowania fizycznego, pielęgniarstwa, informatyki, stomatologii, inżynierii chemicznej, inżynierii środowiskowej i prawa.